# 1827 w literaturze
Wydarzenia literackie w 1827 roku.

## Wydarzenia
- polskie

- zagraniczne

## Nowe książki
- polskie

- zagraniczne
  - Alessandro Manzoni
    - Narzeczeni

## Nowe dramaty
- polskie
- zagraniczne

## Nowe poezje
- polskie
- zagraniczne

## Urodzili się
- 10 marca – Józef Franciszek Bliziński, komediopisarz pozytywistyczny (zm. 1893)
- 9 kwietnia – Maria Susanna Cummins, amerykańska pisarka literatury dla dziewcząt (zm. 1866)
- 10 kwietnia – Lewis Wallace, amerykański pisarz i wojskowy (zm. 1905)
- 18 kwietnia – Jakub Gieysztor, polski księgarz, publicysta, pamiętnikarz (zm. 1897)
- 12 czerwca – Johanna Spyri, szwajcarska pisarka (zm. 1901)

## Zmarli
- 17 lutego - Johann Heinrich Pestalozzi, szwajcarski pisarz (ur. 1746)
- 18 listopada - Wilhelm Hauff, niemiecki pisarz (ur. 1802)